# Margueron
Margueron – miejscowość i gmina we Francji, w regionie Nowa Akwitania, w departamencie Żyronda.
Według danych na rok 1990 gminę zamieszkiwało 380 osób, a gęstość zaludnienia wynosiła 28 osób/km² (wśród 2290 gmin Akwitanii Margueron plasuje się na 809. miejscu pod względem liczby ludności, natomiast pod względem powierzchni na miejscu 846.).